# Nova Roma do Sul
Nova Roma do Sul är en kommun i Brasilien.   Den ligger i delstaten Rio Grande do Sul, i den södra delen av landet, 1 500 km söder om huvudstaden Brasília. Antalet invånare är 3 347.
I omgivningarna runt Nova Roma do Sul växer i huvudsak städsegrön lövskog. Runt Nova Roma do Sul är det ganska glesbefolkat, med 24 invånare per kvadratkilometer.